# Lokomotivfabrik der StEG
A Lokomotivfabrik der StEG, avagy Maschinenfabrik der StEG (rövidítve Mf. d. StEG) 1839-ben az Osztrák–Magyar Monarchia első mozdonygyáraként jött létre és nevéhez fűződik számos meghatározó mozdonykonstrukció kifejlesztése.

## Története
A gyárat 1839-ben a Bécs–Győri Vasút építette a bécsi Ostbahnhof és Westbahnhof között, majd Angliából származó gépekkel szerelte fel.
Az első mozdonyokat és kocsikat 1840-ben amerikai mintára készítették. Ezek voltak az első Ausztriában előállított vasúti járművek. A jármű gyártása ekkor még nehezen haladt, mivel Ausztriában ekkor még nem léteztek vasöntödék és a munkásoknak sem volt ilyen irányú képzettségük.
Az osztrák mozdonygyártásra jelentős befolyással volt a gyár első igazgatója John Haswell, aki a gyár vezetésében 1840-től 1862-ig rész vett.
A gyár 1855-ben az osztrák Osztrák–Magyar Államvasút-Társasághoz (ÁVT, németül Staats-Eisenbahn-Gesellschaft (StEG)) került, mely a Gépgyárat kiterjesztette. A neve ettől fogva k.k. landesbefugte Maschinen-Fabrik in Wien der privilegirten österreichisch-ungarischen Staats-Eisenbahn-Gesellschaft, azaz a cs. és kir. osztrák-magyar Államvasút-Társaság Gépgyára Bécsben lett.
A gyárat elhagyó úttörő jelentőségű mozdonyok az Európa első háromkapcsolt-kerékpárú gőzmozdonyai közé tartozó „FAHRAFELD”, a semmeringi versenymozdony „VINDOBONA” és az első négykapcsolt-kerékpárú mozdony, a „WIEN-RAAB”.
A vállalat fióküzemet működtetett Resicabányán, amely azonban 1918-ig csak 7 db gőzmozdonyt készített.
Az első világháború után csak kevés mozdonyt tudott az összezsugorodott osztrák piac felvenni. Ezt ugyan egy ideig exportmegrendelésekkel kompenzálni tudták, de a világgazdasági válság következtében a gyárat 1930-ban végleg bezárták. Az utolsó négy mozdony 4840–4843 gyári számokon a JDŽ részére készült: a kkStB 80 sorozatával megegyező járművek  1929 októberében hagyták el a gyárat.

## Galéria

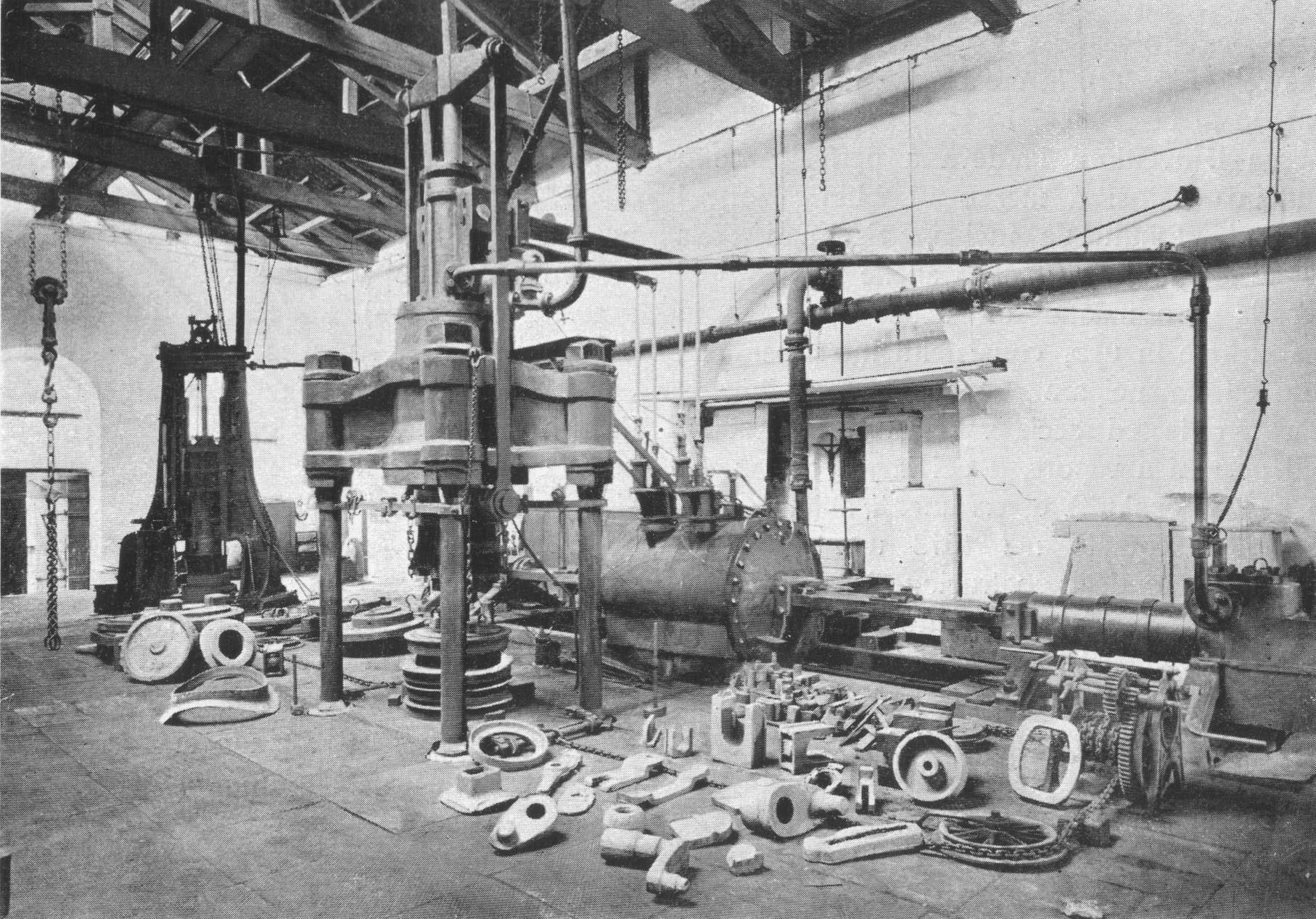
Az ÁVT Gépgyárának présgépe 1873.
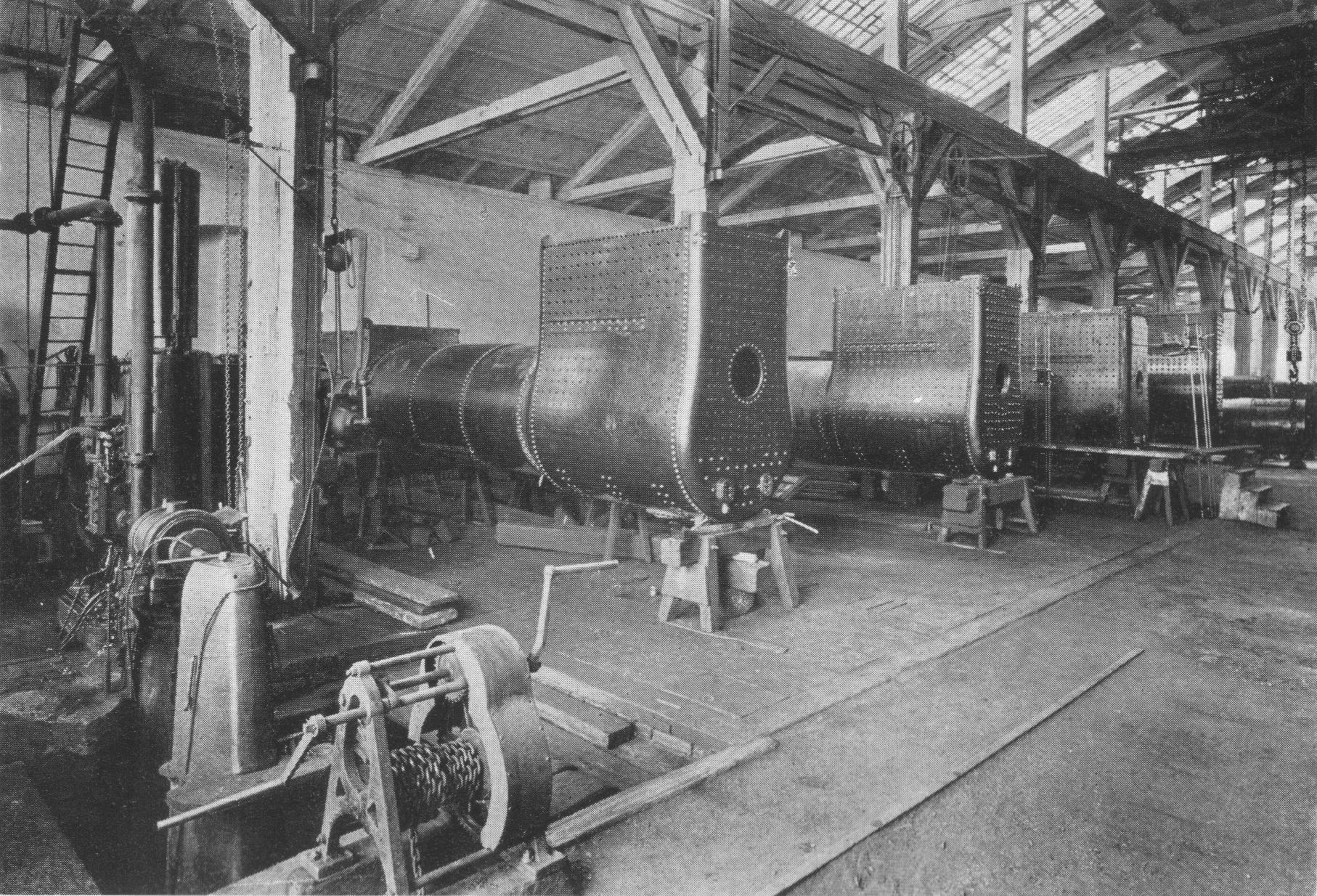
Az ÁVT Gépgyárának kazánkovács-műhelye
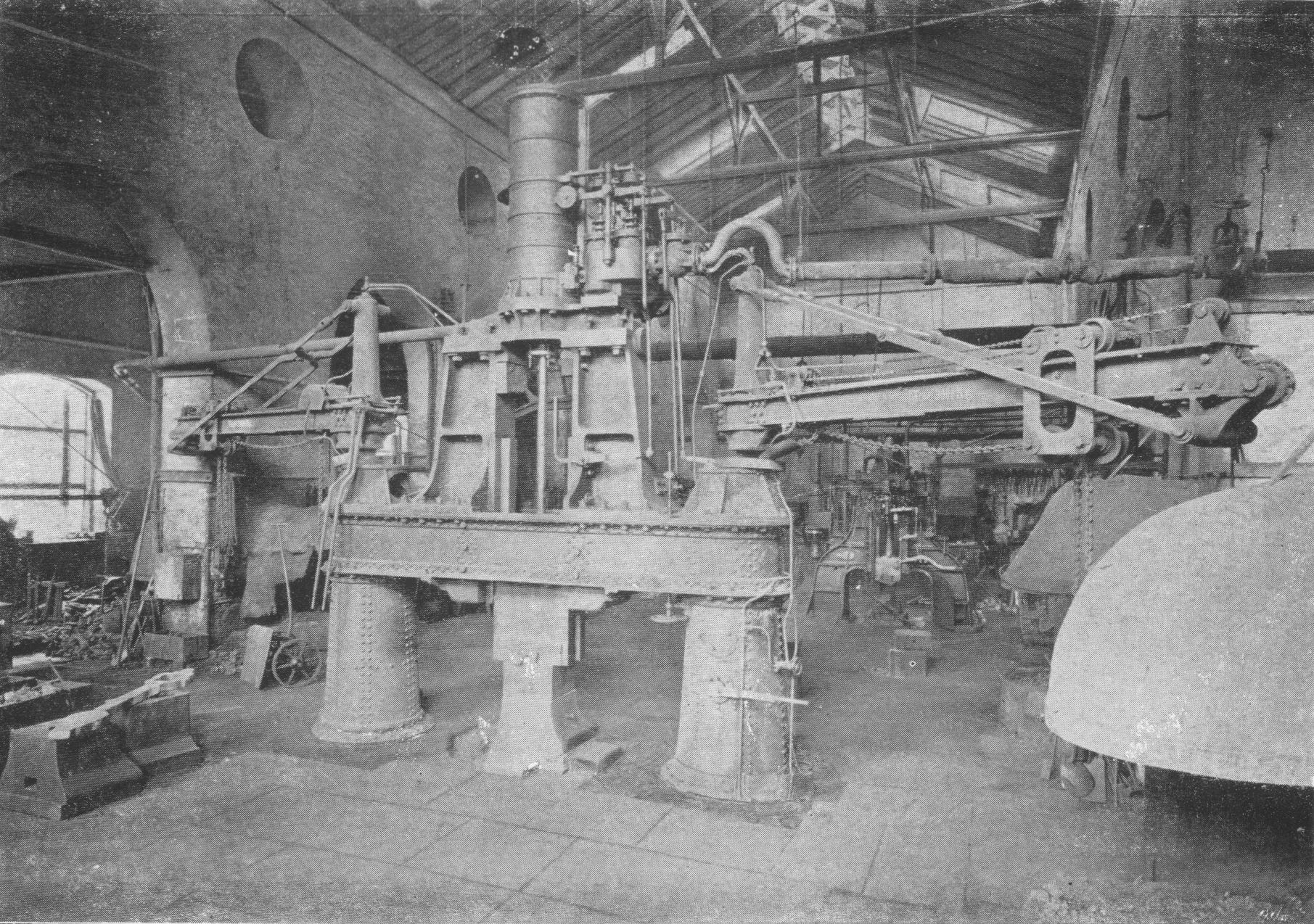
Az ÁVT Gépgyárának kovácsműhelye

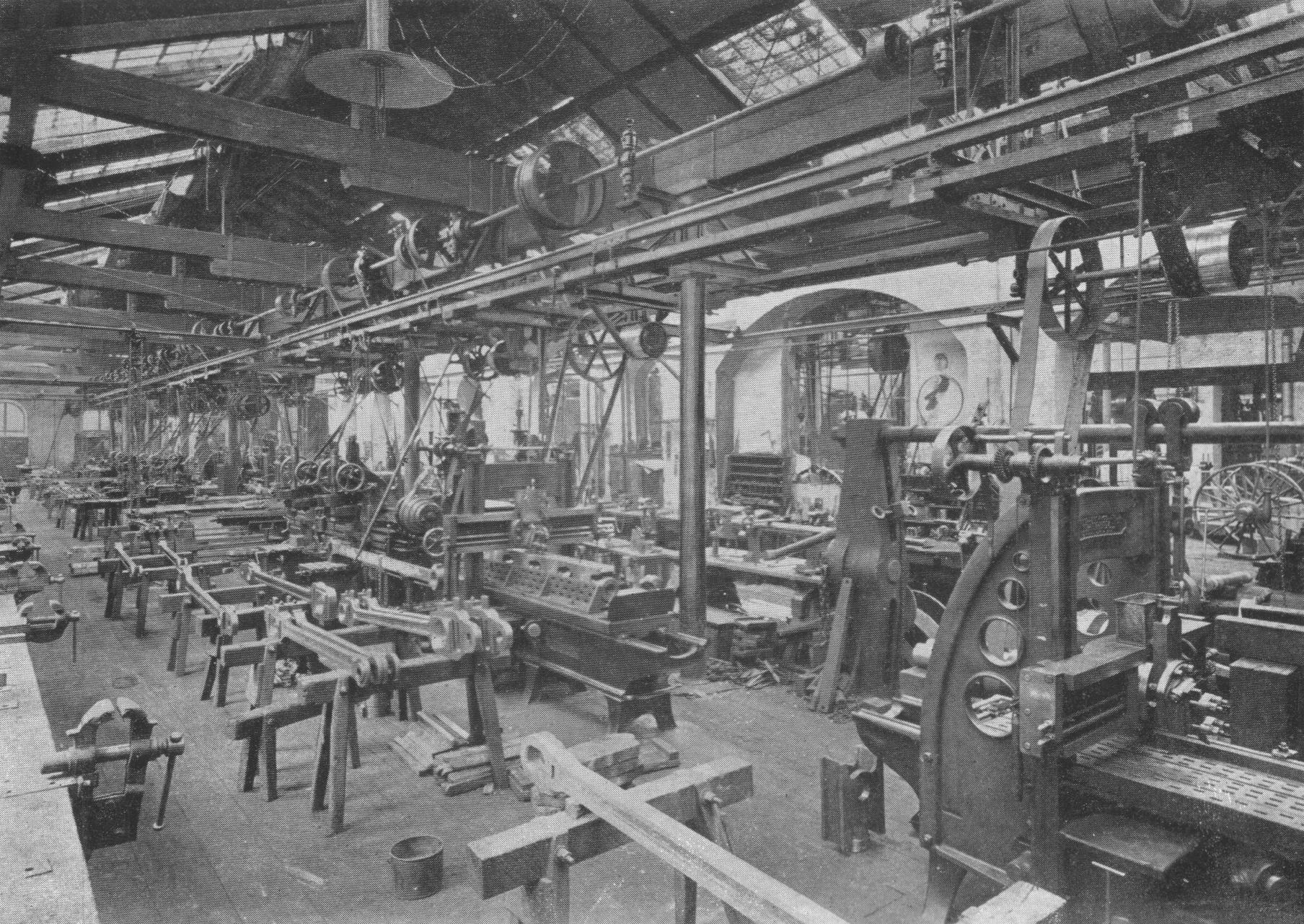
AZ ÁVT Gépgyárának csatlórúd-szerelőcsarnoka
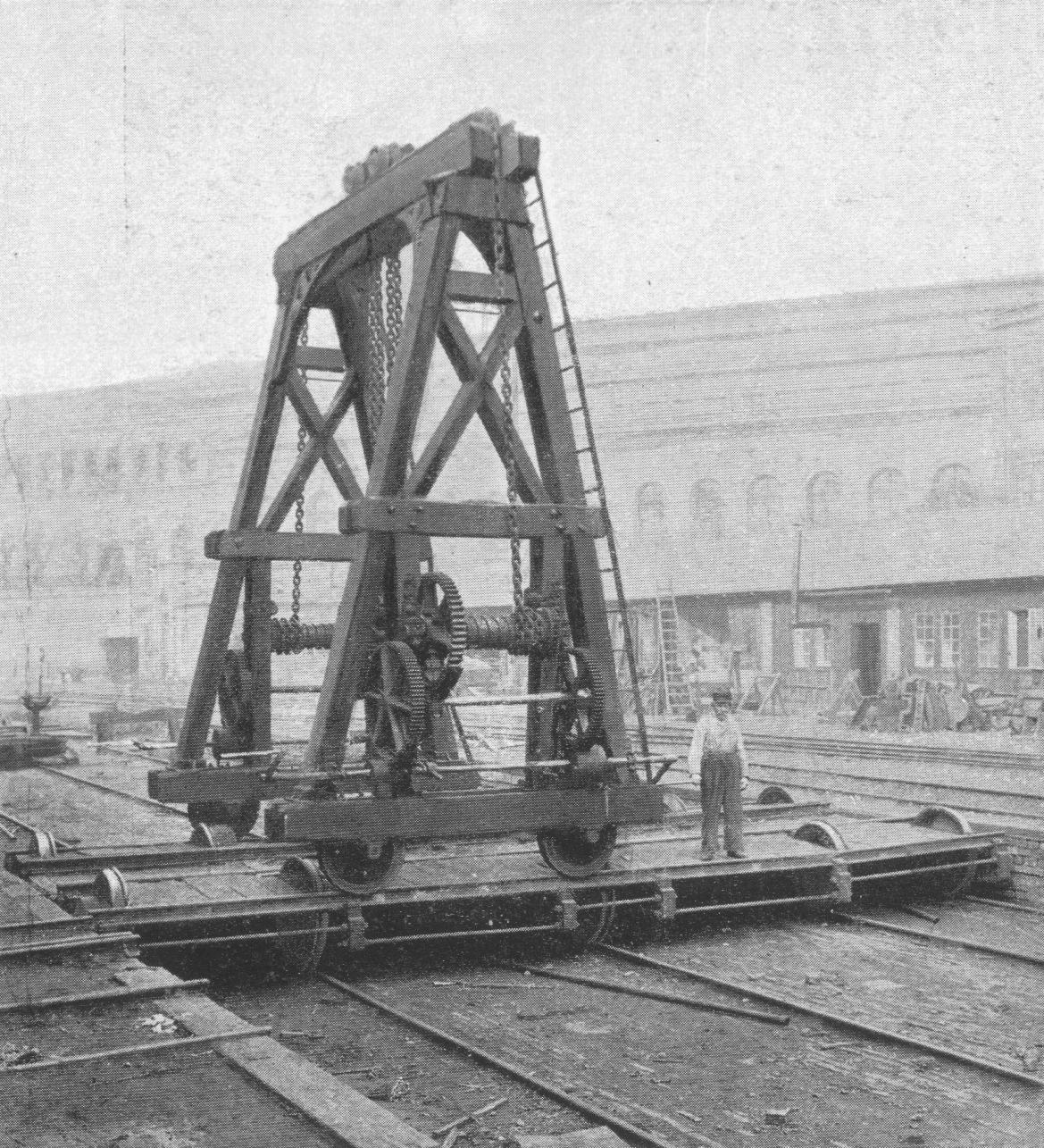
Az ÁVT Gépgyárának szerelődaruja 1857.
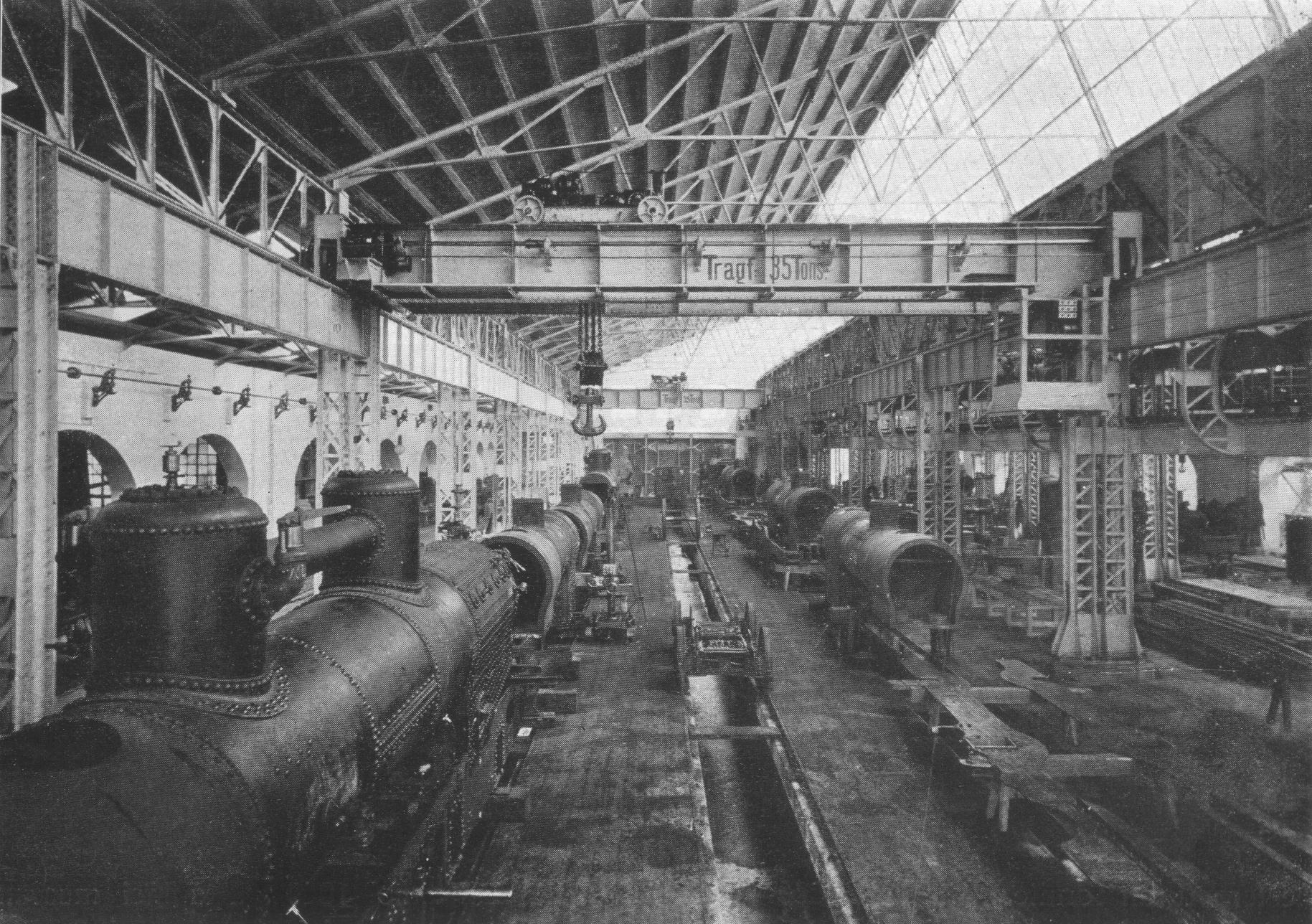
Az ÁVT Gépgyárának szerelőcsarnoka 1901.